# Жалянка
Жаля́нка — село в Україні, у Гощанській селищній громаді Рівненського району Рівненської області. Населення становить 74 особи. Орган місцевого самоврядування — Гощанська селищна рада.

## Географія
У селі бере початок річка Забора.

## Історія
12 травня 1839 року в селі яке належало поміщику Прушинському сталася пожежа, внаслідок якої згоріли 8 будинків.
У 1906 році село Тучинської волості Рівненського повіту Волинської губернії. Відстань від повітового міста 33 верст, від волості 7. Дворів 29, мешканців 234.
12 червня 2020 року, відповідно до розпорядження Кабінету Міністрів України № 722-р від «Про визначення адміністративних центрів та затвердження територій територіальних громад Рівненської області», увійшло до складу Гощанської селищної громади.
19 липня 2020 року, в результаті адміністративно-територіальної реформи та ліквідації Гощанського району, село увійшло до складу новоутвореного Рівненського району.

## Населення

### Мова
Розподіл населення за рідною мовою за даними перепису 2001 року:
| Мова            | Кількість | Відсоток |
| --------------- | --------- | -------- |
| українська      | 73        | 98.65%   |
| інші/не вказали | 1         | 1.35%    |
| Усього          | 74        | 100%     |